# Marcin Wielec
Marcin Wielec (ur. 2 stycznia 1977 w Łowiczu) – polski prawnik, doktor habilitowany nauk prawnych, profesor Uniwersytetu Kardynała Stefana Wyszyńskiego w Warszawie, w latach 2019–2024 dyrektor Instytutu Wymiaru Sprawiedliwości. 

## Życiorys
Jest absolwentem prawa Wydziału Prawa i Administracji na Uniwersytecie Kardynała Stefana Wyszyńskiego w Warszawie. W tej samej uczelni w 2008 obronił rozprawę doktorską. Od 2003 asystent, a od 2008 adiunkt w Katedrze Postępowania Karnego WPiA UKSW. Aktualnie na tej uczelni pełni również funkcje Prodziekana ds. Studenckich na kierunku „Prawo” i kierunku „Człowiek w Cyberprzestrzeni” oraz kierownika Katedry Postępowania Karnego WPiA UKSW. 
Autor i współautor kilku książek oraz szeregu artykułów naukowych z zakresu postępowania karnego.
Członek Rady Krajowej Szkoły Administracji Publicznej im. Lecha Kaczyńskiego w Warszawie.
Redaktor główny kwartalnika „Prawo w Działaniu” wydawanego przez Instytut Wymiaru Sprawiedliwości w Warszawie.
7 czerwca 2019 minister sprawiedliwości Zbigniew Ziobro powołał go na stanowisko dyrektora Instytutu Wymiaru Sprawiedliwości. 24 czerwca 2024 został odwołany przez ministra Adama Bodnara.

## Odznaczenia
- Krzyż Kawalerski Orderu Węgierskiego Zasługi – Węgry; 2024[5][6][7]